# Ilha do Cabo
Die Ilha do Cabo (deutsch: „Kap-Insel“) oder Ilha de Luanda (deutsch: „Insel von Luanda“) ist eine schmale Nehrung mit 9 Kilometer Länge und zwischen 200 und 500 Meter Breite, die in südwest-nordöstlicher Richtung zwischen dem Atlantischen Ozean und der Bucht von Luanda in Angola liegt.
Die Halbinsel ist auch eine Gemeinde im Stadtbezirk Ingombota in der Provinz Luanda.
Die Ilha, wie sie umgangssprachlich von der Bevölkerung Luandas genannt wird, ist mit der Stadt über eine schmale Passage verbunden und liegt zu Füßen der Festung São Miguel. Hier ist der Ort, an dem sich viele Menschen vor allem an Wochenenden vom Stress der Hauptstadt erholen. Entlang des Strandes, der sich im nördlichen Teil der Ilha zu beiden Seiten der Hauptstraße erstreckt, bietet sich eine Vielfalt von Restaurants, Bars und Diskotheken. Auch Hotels, eine Marinebasis, eines der besten Krankenhäuser Luandas, der Jachthafen sowie der ehemalige Zoo und botanische Garten (Floresta) befinden sich hier. Auf dem Südteil der Ilha gegenüber der Praia do Bispo, Chicala, verkaufen Fischer morgens ihren Fang. Immer mehr Strandabschnitte werden jedoch privatisiert und sind für die Einwohner der Stadt nicht mehr zugänglich.
Auf der Landzunge steht die älteste und somit erste von Portugiesen errichtete Kirche in Angola, die Kirche Unserer Lieben Frau vom Kap. Sie wurde von rund 40 Siedlern im Jahre 1575 vor dem Umzug auf das Festland in die 1576 gegründete jetzige Hauptstadt Luanda gebaut.

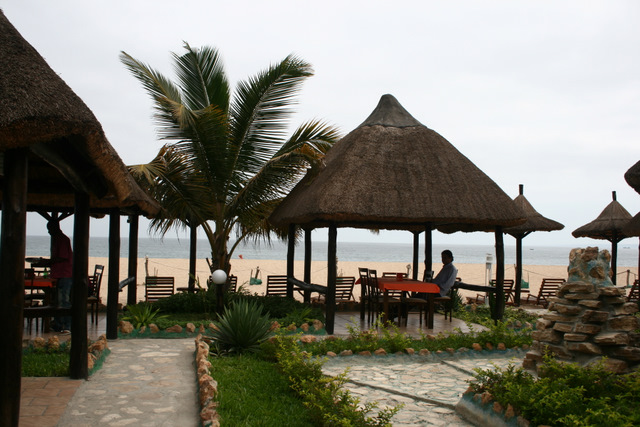
Strohgedeckte Hütten für Besucher der Bars und Restaurants auf der Ilha de Luanda.

Die Bewohner der Insel haben einige traditionelle Gewohnheiten beibehalten. Frauen flechten Haare, tragen Perlen um Hals und Handgelenke und sog. Bessanganas, eine Tracht aus bunten Stoffen. Alljährlich im November wird das Fest der Quianda (oder Kianda) gefeiert, eine rituelle Verehrung der Gottheiten der Gewässer und Beschützer der Fischer.